# Öregcsertő
Öregcsertő este un sat în districtul Kalocsa, județul Bács-Kiskun, Ungaria, având o populație de 862 de locuitori (2011). 

## Demografie
Componența etnică a satului Öregcsertő
     Maghiari (96,18%)
     Romi (1,98%)
     Necunoscut (0,42%)
     Alții (1,41%)
Componența confesională a satului Öregcsertő
     Fără religie (10,56%)
     Reformați (7,54%)
     Necunoscută (80,74%)
     Alte religii (1,16%)
Conform recensământului din 2011, satul Öregcsertő avea 862 de locuitori. Din punct de vedere etnic, majoritatea locuitorilor (96,18%) erau maghiari, cu o minoritate de romi (1,98%). Apartenența etnică nu este cunoscută în cazul a 0,42% din locuitori. Nu există o religie majoritară, locuitorii fiind persoane fără religie (10,56%) și reformați (7,54%). Pentru 80,74% din locuitori nu este cunoscută apartenența confesională.